# 207481 Kékes
207481 Kékes è un asteroide della fascia principale. Scoperto nel 2006, presenta un'orbita caratterizzata da un semiasse maggiore pari a 2,220169 UA e da un'eccentricità di 0,078626, inclinata di 0,383355° rispetto all'eclittica.
È dedicato al Kékes, il monte più alto dell'Ungheria.